# 수마트라왕넓적사슴벌레
수마트라왕넓적사슴벌레(sumatra stag bettle 학명:Dorcus titanus yasuokai)는 넓적사슴벌레아과에 속하는 곤충 중 한 종으로, 사슴벌레 중에선 힘으로 당해낼 자가 거의 없다. 전에는 D.t. titanus의 원명아종으로 분류되었으나 일본 학자인 후지타가 yasuokai라는 또 다른 종으로 분류하였으나, 후지타의 분류는 정확하지 않음으로 언젠가 D.t. titanus의 원명아종으로 분류될 날이 올지도 모른다고 한다. 수마트라왕넓적사슴벌레는 흔히 북타(북부 타이타누스)와 남타(남부 타이타누스)로 나뉘며 북타는 턱 모양이 아체, 남타는 벵쿠르라고 한다.